# Turid Birkeland

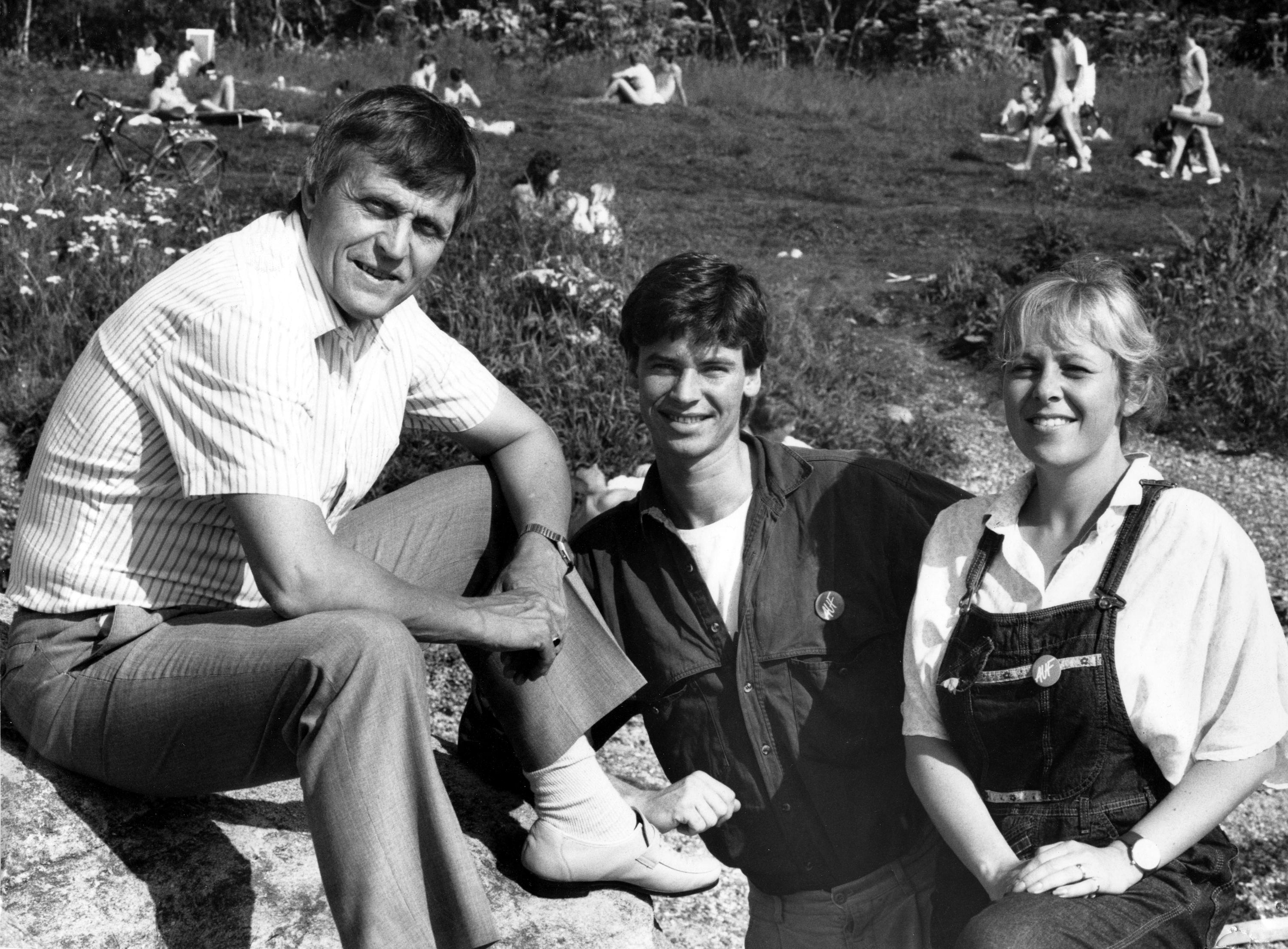
William Engseth, Roger Ingebrigtsen och Turid Birkeland (1984).

Turid Birkeland, född 5 november 1962 i Haugesund, död 24 december 2015 i Oslo, var en norsk politiker (Arbeiderpartiet) och frilansjournalist.
Hon var stortingsrepresentant från Oslo 1986–1989, andre ledare för AUF 1987–1989 och ledare för AUF 1989–1992. Hon var ledare för "JA-aksjonen" vid folkomröstningen om EU 1994 och kulturminister i Thorbjørn Jaglands regering från 25 oktober 1996 till 17 oktober 1997.
Senare har hon varit programledare och producent; 2001–2003 var hon kulturchef på NRK. Från 2004 har hon varit festivalchef för Risør kammermusikkfestival, 2007–2012 rådgivare för Telenor och från 2012 direktör för Rikskonsertene.
Hon har även gett ut resehandböcker.